# Bob Sohl
Bob Sohl (n. 28 martie 1928, York, Pennsylvania, SUA – d. 8 aprilie 2001, Highland Beach⁠(d), Florida, SUA) a fost un înotător ce a reprezentat Statele Unite ale Americii, medaliat olimpic. A participat la o ediție a Jocurilor Olimpice (1948) în care a câștigat două medalii de bronz.